# Lytta atrovirens
Lytta atrovirens is een keversoort uit de familie van oliekevers (Meloidae). De wetenschappelijke naam van de soort is voor het eerst geldig gepubliceerd in 1886 door Dugès.